# Acavidae
Acavidae zijn een familie van weekdieren uit de klasse van de Gastropoda (slakken).

## Taxonomie
De volgende geslachten zijn bij de familie ingedeeld:
- Acavus Montfort, 1810
- Ampelita Beck, 1837
- Helicophanta Férussac, 1821
- Oligospira Ancey, 1887
- † Pebasiconcha Wesselingh & Gittenberger, 1999
  -  † Pebasiconcha immanis Wesselingh & Gittenberger, 1999
- Stylodon Beck, 1837